# فلسفه شادی
فلسفهٔ شادی، دغدغه‌ای فلسفی در مورد وجود، طبیعت و دستیابی به شادی است. برخی فلاسفه در این باورند که شادی را می‌توان به عنوان یک هدف اخلاقی یا وجهی از شانس دانست. مسلماً در اکثر زبان‌های اروپایی شادی با خوش‌شانسی هم‌معنا است. بر این اساس فلاسفه معمولاً شادی را یا به عنوان یک حالت ذهنی یا یک زندگی که به کام اشخاص پیش می‌رود، می‌دانند. به دلیل دغدغه عملگرایانه برای دسترسی پیدا کردن به شادی، تحقیق در روانشناسی راه را برای بسیاری از فلاسفه برای بسط فلسفه‌شان باز کرده‌است.

## یونان باستان

### دموکریتوس
دموکریتوس (۴۶۰ تا ۳۷۰ پیش از میلاد) به نام فیلسوف خندان مشهور بود زیرا تأکید زیادی روی گشاده‌رویی داشت.

### افلاطون
افلاطون با استفاده از نام سقراط به عنوان نقش اصلی در گفتگوهای فلسفی‌اش، آنچه را لازمه شادی است، در اثر جمهور خود توضیح داده‌است. در این اثر افلاطون می‌گوید که اشخاصی که پیرو اصول اخلاقی هستند، می‌توانند واقعاً شاد باشند. به همین دلیل هم شخص باید فضایل اصلی اخلاقی، مخصوصاً عدالت را درک کند. با استفاده از آزمون فکری حلقه‌ی ژیگ افلاطون به این نتیجه می‌رسد که شخصی که از قدرتش سوء استفاده می‌کند خود را اسیر شهواتش کرده‌است، در حالی که فردی که انتخاب می‌کند این‌گونه نباشد، عقلا خود را تحت کنترل دارد و بنابراین شاد است.
او همچنین نوعی از شادی را بیان می‌کند که از عدالت اجتماعی که ناشی از عمل به نقش اجتماعی شخص است، برمی‌آید. از آنجاکه این وظیفه شادی را شکل می‌دهد، اشکال معمول دیگر شادی که دیده می‌شوند، مانند تفریح، ثروت و لذت - از درجهٔ کمتری - و شاید حتی شکل کاذبی از شادی در نظر گرفته می‌شوند.

### ارسطو
ارسطو به عنوان یک محقق در زمینهٔ اخلاق، مابعدالطبیعه، بیولوژی و گیاه‌شناسی و چیزهای دیگر شناخته می‌شود. ارسطو واژهٔ eudaimonia به عنوان هدف فکر و رفتار انسان در نظر می‌گیرد. این واژه معمولاً به عنوان شادی ترجمه می‌شود ولی برخی از محققان بر آن نظرند که به ثمر رسیدن و پرورش پیدا کردن معنای دقیق‌تری است. تدقیق در معنی واژه، بدین شرح است که حالتی مثبت و الهی از وجود است که در آن انسانیت می‌تواند فعالانه می‌تواند رشد کند و بدست آید. از آنجا که این حالت مثبت‌ترین حالتی است که انسان می‌تواند در آن باشد، به‌طور ساده به آن شادی گفته می‌شود؛ ولی استفادهٔ ارسطو از این کلمه در کتاب اخلاق نیکوماخوس ورای معنای سادهٔ کلمه است.
در کتاب اخلاق نیکوماخوس ارسطو اشاره می‌کند که خیلی از اهداف، در واقع اهداف غایی نیستند و هدف‌های واسط هستند و تنها از آن جهت مطلوب هستند که رسیدن به هدف‌های بالاتر را میسر می‌کنند. بنابراین چیزهایی مانند ثروت، هوش و شجاعت تنها در رابطه با چیزهای دیگر ارزش‌گذاری می‌شوند در حالی که eudaimonia تنها چیزی است که به‌طور مجرد ارزشمند است.
ارسطو فضیلت را برای شادی ضروری می‌داند و بیان می‌دارد که بدون فضیلت، حداکثر می‌توان به رضایت خاطر دست‌یافت، نه بیشتر. از نظر ارسطو، رسیدن به فضیلت بدین‌گونه بدست می‌آید که انسان از خود بپرسد: «من چطور باید باشم» تا اینکه بگوید: «من چکار باید بکنم». توصیف یک فرد فاضل، فردی است که به Eudaimonia رسیده‌است و بدون‌شک شاد است. دست‌یافتن به فضائل مهم‌ترین پایهٔ اخلاق بر پایهٔ فضائل ارسطو است. بر ارسطو این نقد وارد است که نشان نمی‌دهد که داشتن فضیلت در این مسیر رسیدن به شادی به طوری که او ادعا می‌کند ضروری است و همچنین در مورد شک اخلاقی نیز صحبت نمی‌کند.

### کلبیون
آنتیستن که معمولاً به عنوان به وجودآورندهٔ مکتب کلبیون در نظر گرفته می‌شود، یک زندگی رهبانی را که بر پایهٔ فضیلت است توصیه می‌کرده‌است. زنوفون شهادت می‌دهد که آنتیستن خوشی‌ای را که از روح شخص به بیرون می‌پرد را ستایش می‌کرده‌است و دیوجنس لتریوس می‌گوید که آنیستن را دیده بودند در حالی که می‌گفت: «من ترجیح می‌دهم دیوانه شوم تا اینکه لذتی را تجربه کنم». او بر این باور بود که فضیلت به تنهایی برای اینکه شادی را تضمین کند کافی است، فقط لازم است که شخص از اراده و قدرت سقراط برخوردار باشد. او به همراه تمام دیگر فلاسفهٔ کلبی مسلک، تمام مفاهیم رسمی شادی از قبیل ثروت، شهرت و قدرت را نفی کرده‌اند تا بتوانند زندگی با فضیلتی را دنبال کنند و در نتیجهٔ آن شاد زندگی کنند؛ بنابراین شادی می‌تواند با تمرین زیاد (askesis) و با زندگی‌ای که برای انسان طبیعی است بدست آید، تمام امیال معمول زمان را نادیده گرفتند و زندگی رهبانی را اختیار کردند.

### اپیکوریون
اپیکور بر این باور بود که هدف از فلسفه رسیدن به آرامش است و رهایی از ترس؛ و همچنین نبود رنج جسمانی. برای رسیدن به این اهداف، اپیکور رهبانیت، دوستی واقعی و دوری از سیاست را پیشنهاد کرد. یکی از چیزهایی که به رسیدن به خوشحالی کمک می‌کند درمان چهارسویهٔ اپیکور است:
«از خدا نترس
نگران مرگ نباش
آنچه خوب است بدست آوردنش آسان است.
آنچه وحشتناک است را به راحتی می‌توان تحمل کرد»

### رواقیون
مکتب رواقیون توسط زنون بنا نهاده شد. با اینکه او سینکستیست بود و به ادغام عقاید مختلف اعتقاد داشت، بیشترین تأثیر خود را از کلبیون گرفته بود. مکتب رواقی فلسفه‌ای است که بر پایهٔ اخلاق فردی است که یک نظام منطقی و جهان‌بینی را بنا می‌دهد. استفادهٔ امروزه از این واژه به‌طور معمول به پیروان این فلسفه گفته نمی‌شود بلکه به افرادی گفته می‌شود که یا نسبت به تجربیات دنیای خارج بی‌تفاوت هستند، یا اینکه احساسات سرکوب‌شده دارند. چون رواقیون بر بی‌تفاوتی در برابر امور منفی تأکید دارند، به نظر می‌رسد فلسفه‌شان مسیری برای رسیدن به شادی باشد.
رواقیون برا این باورند که داشتن فضیلت برای رسیدن به شادی کافی است. کسی که بتواند به این حالت از فضیلت برسد یک قدیس تلقی می‌شود. در سخنان اپیکتتوس، این قدیس می‌تواند بیمار ولی خوشحال، در رنج ولی خوشحال، در تبعید ولی خوشحال باشد.

## روم باستان

### سنت آگوستین
سنت آگوستین زادهٔ هیپو از اولین الهیون و فلاسفه‌ای بود که آثارش مسیحیت غرب و فلسفهٔ غرب را تحت تأثیر خود قرار داد.
«زندگی شاد، خوشی بر پایهٔ حقیقت است. هر خوشی از تو می‌آید ای خداوند که تو خود حقیقت هستی.»
«به هر حال، ستایش تو خواستهٔ انسان است که خود تکه‌ای از آفرینش توست. تو انسان را ان‌گونه آفریدی که از ستایش تو لذت ببرد، زیرا تو ما را برای خودت آفریده‌ای و قلب ما آرام نمی‌گیرد تا آنکه در تو بیارامد.»
سنت آگوستین بر این باور بود که تمام فعالیت‌های انسان حول عشق می‌گردد و مشکل اصلی انسان‌ها این است که عشق را جابجا استفاده می‌کنند. تنها در خدا می‌توان به شادی دست‌یافت و اوست که سرمنشأ شادی است. از آنجا که انسان از خدا می‌آید، ولی از او جدا شده‌است، روح انسان خیلی مبهم شادی زمان وصال با او را هنوز به یاد می‌آورد؛ بنابراین، اگر شخص خود را در جهت عشق به خدا تنظیم کند، تمام عشق‌های دیگر درست تنظیم خواهند شد. با این طرز فکر، سنت آگوستین سنت نوافلاطونیان را دنبال می‌کند که می‌گویند شادی از تعمق در هستی می‌آید.

## قرون وسطی

### ابن سینا
دانشمند و فیلسوف سرشناس جهان اسلام است. از نظر او شادی غایت انسان است و شادی حقیقی خالص و جدای از علائق دنیوی است. در غایت، شادی حقیقی از اتصال عقل انسان به عقل کل حاصل می‌شود.

### امام محمد غزالی
غزالی الهیات‌شناس ایرانی جهان اسلام، فقیه، فیلسوف و عارف بود. او کتاب کیمیای سعادت را در اواخر عمر خود نوشت. در این اثر، او به اهمیت پیروی از احکام اسلام، کارهایی که باعث رستگاری می‌شوند و پرهیز از گناه اشاره می‌کند. او بر این باور است که تنها با استفاده از عقل خداداد است که شخص می‌تواند روح خود را از دنیا به برهاند و وقف خدا کند که شادی واقعی است.
از نظر غزالی شادی بر پایهٔ چهار رکن است: خودشناسی، خداشناسی، شناخت حاق واقع دنیا و شناخت حاق واقع عقبی.

### توماس آکویناس
توماس آکویناس فیسلوف و الهی‌دان بود که در سال ۱۳۲۳ میلادی به عنوان پزشک کلیسا مشغول به کار شد. مشی فکری او فلسفهٔ ارسطو و نظریهٔ کلیسای کاتولیک را به یکدیگر وصل کرد. او پنج مقاله در خصوص شادی دارد.